# 宋象賢
宋 象賢（そう しょうけん、1551年（明宗6年） - 1592年（宣祖25年））は、李氏朝鮮の官僚。字は徳求、号は泉谷、諡号は忠烈公。本貫は礪山宋氏。
宋復興の子。1576年（宣祖9年）文科に及第。司宰監正・軍資監正などを歴任した。1591年（宣祖24年）、慶尚道東萊府使となる。
1592年（宣祖25年／日本：文禄元年）4月、文禄の役（壬辰倭乱）が勃発すると、他の将軍や官僚が逃亡する中で東萊城にとどまり抗戦を指揮した。小西行長らの「戦則戦矣不戦則仮我道」（対抗したければ対抗しろ、それとも道を退くか）という降伏勧告に対して「戦死易仮道難」（戦死するは易し、道を仮すは難し）と返書して拒否し、戦死した（東萊城の戦い）。
落城後、旧交のあった宗義智の家臣の柳川調信は宋象賢を悼む碑を建てて弔った。
1595年に棺は忠清北道清州市に移され、現在もこの地に墓所がある。1605年、鄭撥（釜山鎮城守将）らとともに東萊の忠烈祠に祀られた。
釜山広域市の市庁舎近くには、彼の銅像が建てられ、顕彰されている。